# Moog Minimoog Voyager
| Synthesizer      | Synthesizer |
| Minimoog         | Minimoog |
| Allgemeines      | Allgemeines |
| ---------------- | --- |
| Name             | Minimoog Voyager |
| Hersteller       | Moog |
| Klangsynthese    | analog, subtraktiv |
| Zeitraum         | 2002 – 2017 |
| Eigenschaften    | |
| Polyphon         | nein |
| Multitimbral     | nein |
| Oszillatoren     | 3 (Dreieck, steigender Sägezahn, Rechteck / Pulse und Mischwellenformen), Rauschgenerator                                                                            |
| Filter           | Dual Tiefpass oder serielle Kombination aus Tiefpass und Hochpass, Filterpole einzeln zuschaltbar (1, 2, 3 oder 4 Pole pro Filter bei 6 dB Flankensteilheit pro Pol) |
| LFO              | 1 (3. VCO kann als 2. LFO fungieren) |
| Tasten           | 44, anschlagsdynamisch mit Druckkontrolle |
| Int. Controller  | Pitch-, Modulationsrad, Touch Pad („Touch Surface“) |
| Ext. Controller  | Pedal (via Modulations Sektion als Mod1 oder Mod2) und direkt an den 8 anderen CV-Eingängen                                                                          |
| Effekte          | — |
| Schnittstelle(n) | MIDI, Audioeingang (Line-Pegel), Eingänge für diverse Steuerspannungen, DBC-Anschluss für externe Box mit CV-Ausgängen                                               |
| Ext. Speicher    | — |

Der Minimoog Voyager ist ein analoger monophoner Synthesizer von dem Hersteller Moog Music Inc. (Asheville, North Carolina) und ist der Nachfolger des Minimoogs. Entwickelt wurde die Elektronik maßgeblich von Robert Moog. Die Software zur Speicherung der Parameter und den digitalen Funktionen wurde von Rudi Linhard entwickelt und zuletzt im Dezember 2014 in einer verbesserten Version veröffentlicht.

## Allgemeines
Im Gegensatz zu seinem Vorgänger werden die Klangparameter der ursprünglichen Voyager-Version digital gesteuert, wodurch sich die Einstellungen speichern lassen. Die Klangerzeugung und die Signal-Routings sind jedoch komplett analog. Mit dem Voyager Old School kam auch eine Variante auf den Markt, bei welcher die Klangparameter analog angesteuert werden und keine Speicherung der Klangparameter möglich ist.
Der Voyager verfügt über drei Oszillatoren für verschiedene Wellenformen und einen Rauschgenerator (White/Pink-Noise). Der dritte Oszillator kann auch als zusätzlicher LFO verwendet werden.
Die Signale können gemischt werden und durchlaufen dann die analoge Filtersektion und den spannungsgesteuerten Verstärker. Über einen separaten Kanal der Mixersektion können, wie beim Minimoog, externe Audiosignale eingespeist werden.
Zum Speichern von Klangeinstellungen stehen im ursprünglichen Modell 128 Speicherplätze zur Verfügung. Nach einem Hardware-Update wurde die Anzahl auf 7 Soundbänke zu je 128 Speicherplätzen erhöht, wodurch 896 Sounds gespeichert werden können.
Der Voyager verfügt, neben Pitch- und Modulationsrad, über ein auf Position, Kontakt und Kontaktfläche reagierendes Touchpad, mit dem verschiedene Parameter des Klangs beeinflusst werden können. Zusätzlich zu den Schaltern und Drehreglern auf der Frontplatte sind viele zusätzliche Einstellungen über das Menusystem möglich (außer in der Old School Version). So können beide Filter unabhängig voneinander auf 1, 2, 3 oder 4 Pol Charakteristik umgestellt werden.
Aufgrund erheblicher Verbesserungen des Oszillator-Designs hinsichtlich der Temperaturkompensation ist der Minimoog Voyager besonders stimmstabil.